# Государственная Балтийская опера
Государственная Балтийская опера (пол. Państwowa Opera Bałtycka) — оперный театр, расположенный в Гданьске.
Первый оперный спектакль был поставлен в Гданьске 15 февраля 1646 года по случаю приезда в город королевы польской Марии Людвики: давалась опера Марко Скакки «Свадьба Амура и Психеи». Регулярные спектакли начались в 1753 г., в 1774 г. был сооружён первый оперный театр. В городе более или менее оперативно показывались наиболее заметные явления оперного искусства: так, оперы Моцарта «Волшебная флейта», «Дон Жуан» и «Женитьба Фигаро» были даны соответственно в 1794, 1796 и 1798 гг., вагнеровское «Кольцо Нибелунга» было впервые представлено в 1882 г. антрепризой Анджело Ноймана. Однако в 1945 году в ходе взятия Данцига советскими войсками на исходе Второй мировой войны все имевшиеся в городе театры были уничтожены.
Возрождение гданьской оперы началось в 1949 г. с создания оперной студии, отпочковавшейся от Гданьского симфонического оркестра. Возглавил этот коллектив дирижёр Зыгмунт Лятошевский. 28 июня 1950 г. студия показала первый оперный спектакль — «Евгений Онегин» Чайковского, 15 марта 1952 года — первую балетную постановку («Времена года» Александра Глазунова). В 1953 году оперная студия была объединена с оркестром в единую Государственную Балтийскую оперу и филармонию (пол. Państwowa Opera i Filharmonia Bałtycka). Эта единая институция существовала до 1993 года, когда произошло разделение оперного театра и Польской Балтийской филармонии имени Фредерика Шопена. В 2010 году в составе Государственной Балтийской оперы выделился также Балтийский театр танца.